# Leszczyna południowa

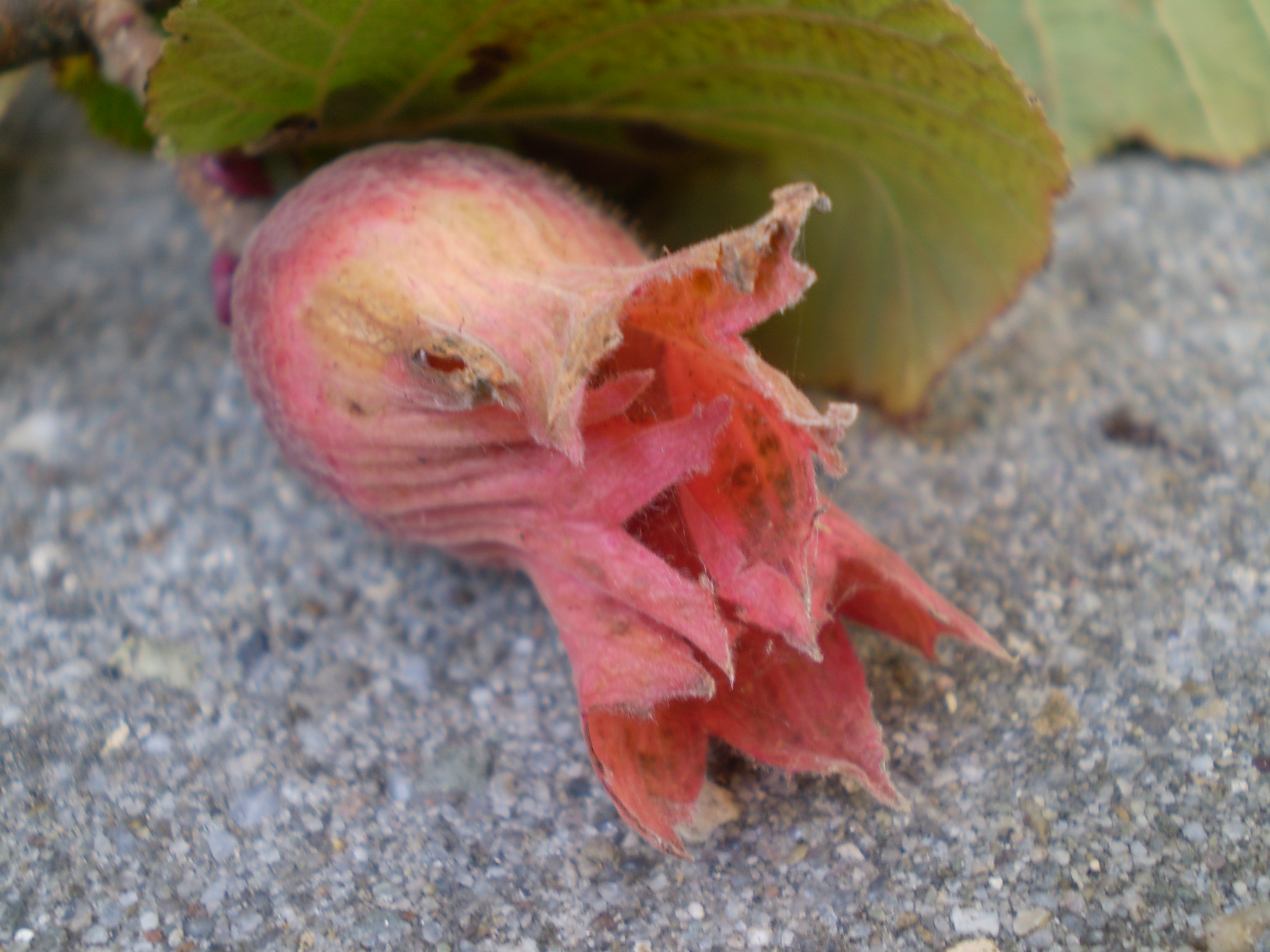
Owoce odmiany 'Purpurea'

Leszczyna południowa, l. długookrywowa, l. Lamberta (Corylus maxima) – gatunek rośliny należący do rodziny brzozowatych. Występuje w stanie dzikim w Europie i Azji Mniejszej po Kaukaz. W Polsce nie występuje dziko i jest uprawiana.

## Systematyka
Według Germplasm Resources Information Network (GRIN) nie jest to odrębny gatunek, lecz synonim leszczyny pospolitej, w wielu jednak ujęciach taksonomicznych, również według Krytycznej listy roślin naczyniowych Polski jest traktowana jako odrębny gatunek.

## Morfologia
PokrójDuży krzew o wysokości do 6 m i młodych pędach gęsto owłosionych. Pokrojem podobny do leszczyny pospolitej, od której różni się podługowatymi i większymi (do 2,5 cm długości) owocami, całkowicie osłoniętymi owłosioną pokrywą, dwukrotnie dłuższą od orzecha.
LiścieDuże okrągłe, krótkoogonkowe, obustronnie szorstko owłosione.
KwiatyPylniki w kwiatach przeważnie czerwone.

## Zastosowanie
Jest uprawiana dla swoich owoców (orzechy laskowe). Dostępne na rynku orzechy laskowe pochodzą przeważnie od tego gatunku. Odmiany o czerwonych liściach są uprawiane jako rośliny ozdobne, w Polsce najczęściej jest to kultywar 'Purpurea' osiągający wysokość do 3–4 m. Dobrze komponuje się w ogrodzie z innymi krzewami o zielonych czy żółtych liściach, może być również użyty do tworzenia żywopłotów, dobrze bowiem znosi cięcie. Łatwo można ją też odmładzać; przycięta nad ziemią wypuszcza nowe pędy. Czerwoną barwę liści zachowuje przez cały rok. Uprawiana jest jako roślina ozdobna, jednak w niektóre lata wytwarza również dobre orzechy.

## Uprawa
Uprawiana dla owoców wymaga stanowiska słonecznego, w celu ozdobnym może być sadzona zarówno w miejscu słonecznym, jak i w półcieniu. Nie ma specjalnych wymagań co do gleby, każda żyzna ziemia ogrodowa jest dobra. Jest mniej odporna na mróz, niż leszczyna pospolita.